# 北村允志
北村 允志（きたむら まさし、1977年5月8日 - ）は、日本の男性声優。福井県出身。

## 来歴
オフィス薫附属声優養成所卒（第6期）。オフィス薫に所属。

## 人物
方言は関西弁。
特技・資格は横笛、水泳（C級指導員）、自転車整備士。趣味はDIY、相撲観戦、安請け合い。

## 出演

### テレビアニメ
- あたしンち（2004年 - 2005年、男の子、村田、要刑事）
- クレヨンしんちゃん（2005年 - 2009年、梅田、男子高校生C、男B、青年、大学生 他）
- 忍たま乱太郎（2007年、航）
- やっとかめ探偵団（2007年、鷺谷直樹）
- ご姉弟物語（2009年、男性客）
- 名探偵コナン（2014年 - 2016年、片岡聖也、手島久）

### OVA
- アンパンマンとはじめよう! 生活ステップ1 元気100倍! みんなの1にち（2005年、空飛ぶベッドくん）
- 名探偵コナン MAGIC FILE4 大阪お好み焼きオデッセイ（2010年、男子高生）

### 劇場アニメ
- 河童のクゥと夏休み（2007年、警官）

### ゲーム
- ICARUS ONLINE（2014年、アグル）
- ARK SPHERE（2015年）
- Crystal crest（2015年、サンダー）

### 吹き替え

#### 映画
- 16歳の合衆国
- 地獄の戦艦
- セブンデイズ（ボビー）
- テラコッタ・ソルジャー
- ニコール・キッドマン in シャドウ・オブ・ブロンド
- フォーチュン・クッキー
- リトル・ダンサー（ゲリー）
- ワンワンカップ（スティーブ）

#### テレビドラマ
- アンドロメダ
- ザ・ロストワールド3/未来からの来訪者（ケンパー）
- シナリオライターは君だ!
- リジー&Lizzie
- 流星花園
- ワンだー・エディ

#### アニメ
- スパイダーマン
- ティーン・タイタンズ

### ボイスオーバー
- TVショッピング『ベアフットサイエンス』
- NIKE『プレミアムカップ』